# Novak Musić
Novak Musić (cyr. Новак Мусић; ur. 27 maja 1998 w Belgradzie) – serbski koszykarz grający na pozycji rozgrywającego, od 2023 zawodnik Zastalu Enea BC Zielona Góra.
11 czerwca 2021 dołączył do Asseco Arki Gdynia. 30 lipca 2022 przedłużył umowę z klubem. 26 lipca 2023 został zawodnikiem Zastalu Enea BC Zielona Góra.

## Osiągnięcia
Stan na 16 stycznia 2024, na podstawie, o ile nie zaznaczono inaczej.
Drużynowe
- Zdobywca Pucharu Bośni i Hercegowiny (2019)
- Wicemistrz Serbii juniorów starszych (2018)

Indywidualne
(* – nagrody przyznane przez portal eurobasket.com)
- Zaliczony do:
  - I składu kolejki EBL (19, 20 – 2021/2022)[6]
  - II składu ligi czarnogórskiej (2021)*
  - III składu Ligi Adriatyckiej II (2021)*

Reprezentacja
- Zwycięzca turnieju Citta Di Roma International (2016)
- Wicemistrz turnieju Alberta Schweitzera (2016 – nieoficjalne mistrzostwa świata U–18)
- Uczestnik mistrzostw Europy:
  - U–20 (2017 – 5. miejsce, 2018 – 6. miejsce)
  - U–18 (2016 – 10. miejsce)
  - U–16 (2014 – 6. miejsce)